# Sinasi Bozatli
Sinasi Bozatli (* 1962 in Ankara) ist ein türkisch-österreichischer Maler, Bildhauer und Grafiker.

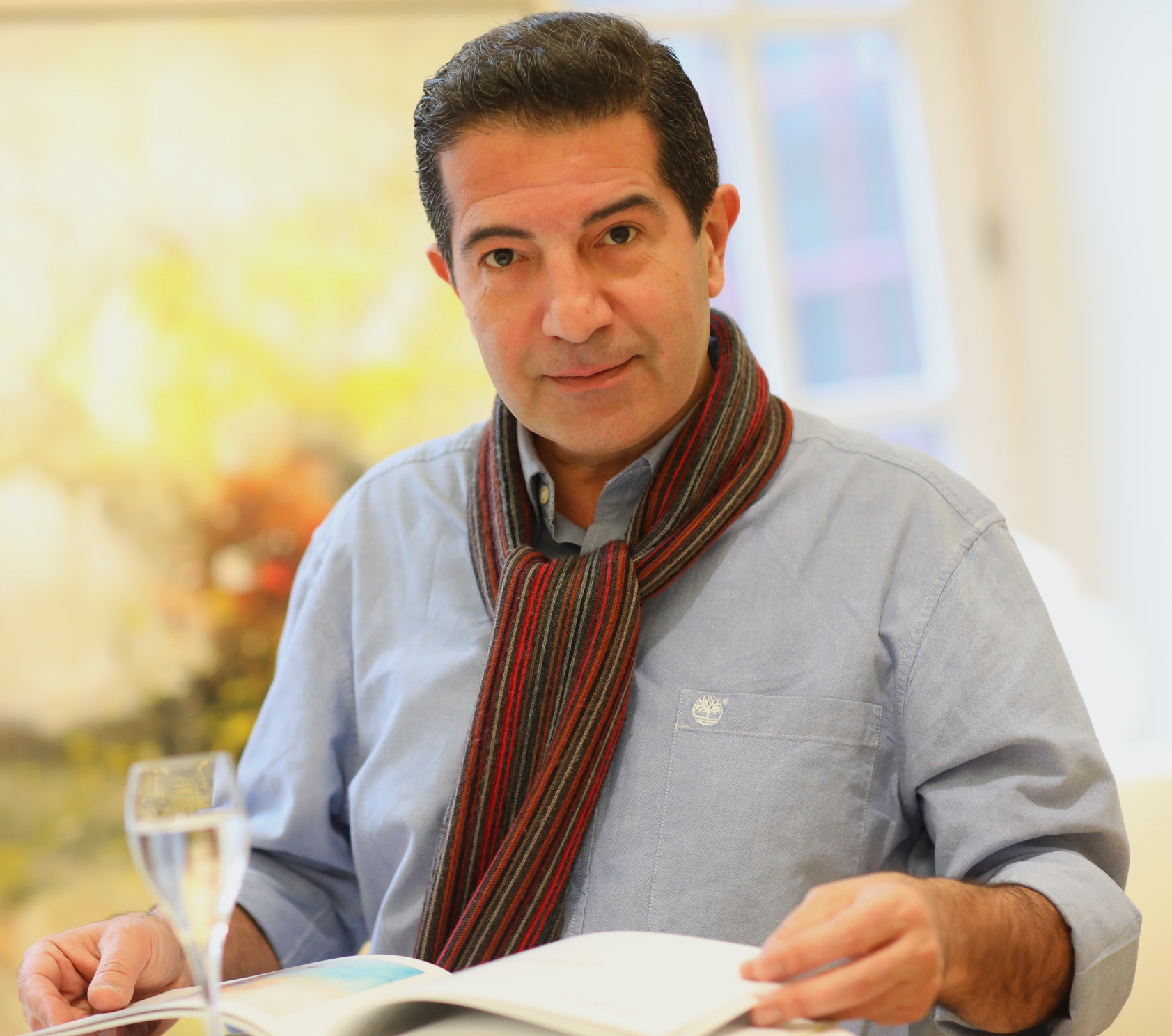

## Leben
1984 studierte er an der Gazi Üniversitesi in Ankara Malerei und Bildhauerei. 1992 schloss er das Studium an der Universität für angewandte Kunst Wien erfolgreich ab und bekam einen Mag.art. in Malerei und Grafik. Bozatli lebt und arbeitet seit 1987 in Wien. Seit 1998 hat er ein Atelier in Long Island (New York) und arbeitet zeitweise in den USA. Im Jahr 2012 hat er ein Studio in Bodrum gegründet und arbeitet zeitweise auch dort. Er ist Mitglied der IG Bildende Kunst und IAA/UNESCO.

## Einzelausstellungen
- Atlanta – USA Gallery Beverly K. Libby
- 1993 Kapstadt, Südafrika – Gallery Seeff Trust
- 1994 New York – USA Gallery Bixler
- Washington, D.C. USA; Österreichisches Kulturforum
- Istanbul Galerie Sur – 8. Internationale Kunstmesse Istanbul, Galerie Ares, Galerie MEB – 6. Internationale Kunstmesse Istanbul, Sabanci Kunstzentrum „1000 Jahre Österreich“, Galerie Vakko
- Ankara – Türkei Galerie MI-GE, Galerie Zon, Galerie Artium, Halk Sanat Galerisi, Galerie Sanat-Yapim
- Wien: Galerie Sur, AT&P, Palais Eschenbach, Alte Schmiede – Kunstverein Wien, Galerie G&N, ICC-Hofburg, Galerie Ziwna im Palais Harrach, Galerie Mitte
- Perchtoldsdorf Lions Club Wien-Laudon
- Eisenstadt Galerie 1990
- Galerie Impact, Wiener Neustadt
- Gumpoldskirchen Bergerhaus
- Eskisehir – Türkei University of Anatolia „1000 Jahre Österreich“
- Balikesir – Türkei Museum der Bildenden Künste „1000 Jahre Österreich“
- Bursa – Türkei Tayyare Kulturzentrum „1000 Jahre Österreich“
- 2004: National Museum Cotroceni Bukarest, Rumänien „Good Morning Balkan“
- 2004: St. Anna Kapelle Wien, Österreich „Colours of Life“
- 2004: Galerie EPD im Prag City Center Prag, Tschechische Republik
- 2005: Galerie Ziwna im Palais Harrach, Wien
- 2011: Galerie Ziwna: Sonderpräsentation Sinasi Bozatli im Wiener Künstlerhaus (11.–20. März 2011)
- 2014: Galerie Artziwna, Wien
- 2017: Galerie Artziwna, Wien
- 2020: Galerie bei der Albertina, Zetter – Wien

## Öffentliche Ankäufe
- Österreichische Nationalbank
- Museum der modernen Kunst in Ankara
- Bundeskanzleramt Österreich
- Stadt Wien
- NÖ Landesregierung
- Kulturministerium der Republik Türkei